# Greyiaceae
Famille
Classification APG II (2003)
Classification APG III (2009)
La famille des Greyiaceae (ou Greyiacées en français) regroupe des plantes dicotylédones de l'ordre des Rosales, dans la classification classique; elle comprend trois espèces du genre Greyia.
Ce sont de petits arbres, des régions tempérées à subtropicales, originaires du Sud-Est de l'Afrique du Sud.
La classification phylogénétique incorpore ce genre dans les Melianthaceae.